# Liste des évêques et archevêques d'Oklahoma City
Cette page présente la liste des évêques et archevêques d'Oklahoma City
La préfecture apostolique du territoire Indien est créée le 14 mai 1876, par détachement du diocèse de Little Rock. Elle est érigée en vicariat apostolique le 29 mai 1891. Celui-ci  est érigé en diocèse et change de dénomination le 23 août 1905 pour devenir diocèse d'Oklahoma City.
Le 14 novembre, il est rebaptisé diocèse d'Oklahoma City-Tulsa avant d'être divisé le 13 décembre 1972 pour donner naissance d'une part au diocèse de Tulsa et d'autre part à l'archidiocèse d'Oklahoma City (Archidioecesis Oklahomapolitana), les deux entités couvrant l'ensemble du territoire de l'Oklahoma. 

## Ordinaires

### Sont préfets apostoliques
- 14 mai 1876 - † 15 février 1887 : Isidore Robot, O.S.B., moine de l'abbaye Sainte-Marie de la Pierre-qui-Vire, préfet apostolique des Territoires indiens
- 1887 - avril 1890 : Ignace Jean, O.S.B., moine de l'abbaye de Saint-Benoît-sur-Loire, préfet apostolique des Territoires indiens
- avril 1890 - 29 mai 1891 : siège vacant

### Sont vicaires apostoliques
- 29 mai 1891 - 2 juin 1891 : siège vacant
- 2 juin 1891 - 23 août 1905 : Théophile Meerschaert, d'origine belge, vicaire apostolique des Territoires indiens

### Sont évêques d'Oklahoma (1905), puis d'Oklahoma City et Tulsa (1930)
- 23 août 1905 - † 21 février 1924 : Théophile Meerschaert, promu évêque d'Oklahoma City
- 25 juin 1924 - † 1er février 1948 : Francis Kelley (Francis Clément Kelley), évêque d'Oklahoma City-Tulsa (14 novembre 1930)
- 1er février 1948 - † 27 décembre 1957 : Eugène McGuinness (Eugène Joseph McGuinness), auparavant évêque de Raleigh (Caroline du Nord), coadjuteur (11 novembre 1944)
- 21 janvier 1958 - † 7 septembre 1971 : Victor Reed (Victor Joseph Reed), auparavant évêque auxiliaire
- 30 novembre 1971 - 13 décembre 1972 : John Quinn (John Raphaël Quinn), auparavant évêque auxiliaire de San Diego (Californie) et évêque titulaire de Thisiduo (de)

### Sont archevêques
- 13 décembre 1972 - 16 février 1977 : John Quinn (John Raphaël Quinn), promu archevêque, nommé archevêque de San Francisco (Californie)
- 11 octobre 1977 - 24 novembre 1992 : Charles Salatka (Charles Alexander K. Salatka), auparavant évêque auxiliaire de Grand Rapids (Michigan) puis évêque de Marquette (Michigan)
- 24 novembre 1992 - 16 décembre 2010 : Eusebius J. Beltran (en) (Eusebius Joseph Beltran), auparavant évêque de Tulsa (Arkansas)
- depuis le 16 décembre 2010 : Paul Coakley (Paul Stagg Coakley), auparavant évêque de Salina (Kansas)

## Évêques liés au diocèse
Par date d'ordination épiscopale

### Auxiliaires et coadjuteurs
- 11 novembre 1944 - 1er février 1948 : Eugène Joseph McGuinness, coadjuteur, auparavant évêque de Raleigh, puis évêque d'Oklahoma City et Tulsa
- 5 décembre 1957 - 21 janvier 1958 : Victor Reed, évêque auxiliaire, nommé évêque (le décès de l'évêque précédent 3 semaines après sa nomination comme auxiliaire ne lui a pas permis d'être ordonné évêque avant sa nomination comme évêque d'Oklahoma City et Tulsa)

### Évêques originaires du diocèse
- Eugène Joseph McGuinness, évêque de Raleigh, puis coadjuteur et évêque d'Oklahoma City et Tulsa
- Stephen Aloysius Leven, évêque auxiliaire de San Antonio (Texas) (1955-1969), puis évêque de San Angelo (Texas) (1969-1979)
- Charles Albert Buswell, évêque de Pueblo (Colorado) (1959-1979)
- John Joseph Sullivan, évêque de Grand Island (Nebraska) (1972-1977) puis évêque de Kansas City-Saint Joseph (Missouri) (1977-1993)
- Anthony Basil Taylor, évêque de Little Rock (Arkansas) (depuis 2008)

## Sources
- Fiche de l'archidiocèse sur le site catholic-hierarchy.org